# Outlaw country
Outlaw country é um subgênero musical da música country dos anos 1960 e 1970 (com alguns retardatários em 1980). Comumente referido como The Outlaw Movement, que tentavam escapar das restrições de Nashville, que ditava o som da maioria das músicas country da época.

## Artistas notáveis
- Johnny Cash[5]
- Guy Clark[6]
- David Allan Coe
- Steve Earle
- Merle Haggard
- Emmylou Harris
- Shooter Jennings[7]
- Tanya Tucker
- Waylon Jennings
- Kris Kristofferson
- Aaron Lewis
- C. W. McCall
- Willie Nelson[8]
- Marty Robbins[9]